# Christian Dorda
Christian Dorda (ur. 6 grudnia 1988 w Mönchengladbach) – niemiecki piłkarz polskiego pochodzenia występujący na pozycji obrońcy. Zawodnik klubu KFC Uerdingen 05.